# DVV Duiven
DVV is een amateurvoetbalvereniging uit Duiven, opgericht in 1945. Nadat enkele Duivenaren eerst actief waren onder de naam DCVC (Duivense Congregatie Voetbal Club) werd de club officieel onder de naam DVV (Duivense Voetbal Vereniging). Later werd de club omgedoopt tot Door Vriendschap Vooruit. De eerste wedstrijden werden gespeeld op weilanden van een boerderij op de Eltingerhof. Later verhuisde de club naar de Droostraat, waar nu winkelcentrum Elshofpassage staat. In de jaren 50 werd voor de derde keer van accommodatie gewisseld. Nu ging men spelen langs de spoorlijn op Welleveld. In 1954 werd een handbaltak opgericht die later de Duivense Handbal Club is gaan heten. In 1981 werd weer een nieuw complex betreden in Duiven-Oost: De Nieuweling. In het jubileumjaar 1995 wist DVV te promoveren naar de KNVB klasse 4. Duiven was in de jaren 90 een groeikern en dat leidde tot een enorme groei van het ledenaantal binnen DVV. Dientengevolge werd de accommodatie uitgebreid naar 6 velden en 10 kleedkamers. In 1997 besloot de gemeente Duiven dat er huizen gebouwd moesten worden op de Nieuweling. Daarom verhuisde men in datzelfde jaar naar het vijfde complex: Het Hosterpark in Duiven- West. Na een verbouwing in 2009 heeft de club nu de beschikking over 7 wedstrijdvelden, waarvan er 3 1/2 ook gebruikt worden voor trainingen. Daarnaast beschikt DVV over een kleedkamercomplex met 18 kleedlokalen, een massageruimte, een fitnessruimte en enige vergaderruimtes. Centraal voor de kantine is het hoofdveld gelegen, waar ook een grote overdekte tribune staat, vernoemd naar oud-oud-voorzitter Theo van Beersum. De club is van oudsher een zondagvereniging, maar heeft sinds het seizoen 2011/12 ook een zaterdagafdeling. Het eerste zondagelftal komt uit in de Derde klasse (2020/21).
In het seizoen 2017/18 telde de vereniging ongeveer tussen de 1200 en 1250 leden, waarvan 600 jeugdspelers. DVV is daarmee een van de grootste amateurclubs uit de regio. De club heeft in het seizoen 2020/21 61 elftallen, verdeeld over 18 seniorenteams, 2 damesteams en 41 jeugdelftallen, waarvan 5 meisjesteams. De club heeft een samenwerkingsverband met SBV Vitesse.

## Standaardelftallen

### Competitieresultaten zaterdag 1997–2023
| 10 4A |

| 9 4A |

|  |

|  |

|  |

|  |

|  |

|  |

|  |

|  |

|  |

|  |

|  |

|  |

|  |

| 9 4D |

| 4 4E |

| 2 4A |

| 11 3A |

| 3 4A |

| 3 4A |

| 6 4B |

| 8 4E |

| Derde klasse | Vierde klasse |

### Competitieresultaten zondag 1972–2023
| 3 4D |

| 3 4D |

| 3 4D |

| 9 4D |

| 11 4D |

| 12 4D |

|  |

|  |

|  |

|  |

|  |

|  |

|  |

|  |

|  |

|  |

|  |

|  |

|  |

|  |

|  |

|  |

|  |

|  |

| 4 4D |

| 4 4D |

| 3 4D |

| 2 4D |

| 3 4D |

| 2 4D |

| 1 4D |

| 9 3C |

| 8 3C |

| 10 3D |

| 1 4D |

| 4 3C |

| 1 3C |

| 12 2I |

| 3 3C |

| 6 2I |

| 3 2I |

| 1 2I |

| 13 1E |

| 13 2I |

| 10 3C |

| 11 3C |

| 4 4D |

| 1 4D |

| Eerste klasse | Tweede klasse | Derde klasse | Vierde klasse |

In elke staaf van de grafiek staat van boven naar beneden vermeld: 
- Eindnotering

Dit is de positie die de club heeft bereikt in de competitie, zonder eventuele beslissings-, play-off- of nacompetitiewedstrijden die nodig zijn geweest om bijvoorbeeld de kampioen van de competitie te bepalen.
Indien een * achter het getal staat is de notering een tussenstand en kan het zijn dat de notering niet overeenkomt met de uiteindelijke eindstand van de competitie.
Staat er een - dan is het seizoen nog bezig en is er geen definitieve uitslag bekend.
Staat er xx op de positie van de notering, dan heeft de club vroegtijdig de competitie verlaten. Dit kan onder andere komen door terugtrekking van het team, faillissement van de club of door een uitgedeelde straf van de KNVB. In veel gevallen staat elders in het artikel de reden vermeld.
Staat er een ? dan is het resultaat uit het verleden onbekend, en is alleen de competitie of het niveau bekend van dat seizoen.
In de seizoenen 2019/20 en 2020/21 werd wegens de coronacrisis het amateurvoetbal afgebroken. Daardoor kennen deze staven geen eindklassering (middels -- weergegeven).
- Competitieniveau en afdelingsletter of Officiële eindstand Eredivisie
  - Competitieniveau en afdelingsletter

Hierbij geeft het getal het niveau weer, dat ook terug te vinden is in de legenda. De letter is de afdelingsaanduiding en wordt gebruikt wanneer er meer afdelingen zijn op hetzelfde niveau. De afdelingsletter is altijd een hoofdletter en wordt meestal zonder nummer gebruikt.
Voorbeeld: 2F is niveau 2e klasse competitie F.
Het competitieniveau en nummer wordt niet vermeld wanneer er slechts één competitie van dit niveau was.
  - Officiële eindstand Eredivisie (getal staat tussen haakjes vermeld)

Sinds de introductie van play-offwedstrijden voor Europees voetbal na afloop van de reguliere competitie in 2005/06, is de KNVB verplicht een eindstand van de Eredivisie door te geven aan de UEFA aan de hand van deze play-offwedstrijden.
Bij deze eindstand staan clubs die zich hebben gekwalificeerd voor Europees voetbal hoger dan clubs die zich niet wisten te kwalificeren. Indien er geen verschil was tussen de eindnotering en de officiële eindstand, staat dit getal niet vermeld.

- Onderafdeling

Hier staat afgekort de naam van de onderafdeling indien de club in dat jaar in een onderafdeling uitkwam. Tevens staat deze afkorting in de legenda en wordt gelinkt naar het artikel over deze onderafdeling. Deze afkorting wordt alleen vermeld wanneer de club in het verleden in verschillende onderafdelingen heeft gespeeld. Deze vermelding is in de staaf altijd in kleine letters. Deze onderafdelingen zijn na het seizoen 1995/96 afgeschaft. Heeft de club in slechts één onderafdeling gespeeld, dan is dit alleen terug te vinden in de legenda.
Onder de staaf staat het jaartal vermeld waarin het seizoen is afgesloten. 15 verwijst naar het seizoen 2014/15 of eventueel het seizoen 1914/15.
Wanneer een staaf leeg is, zijn deze gegevens niet bekend. Het kan ook zijn dat de club dat seizoen niet heeft meegespeeld op het hogere amateurniveau, vroegtijdig de competitie heeft verlaten of uit de competitie is gezet.

In het seizoen 1944/45 was er wegens de Tweede Wereldoorlog geen regulier competitievoetbal.

### Klasseringen zondag sinds seizoen 1995/1996
| Seizoen | Klasse | Plaats | Wdstr | Punten | Voor | Tegen |
| ------- | ------ | ------ | ----- | ------ | ---- | ----- |
| 15/16   | 3I     | 13     | 26    | 24     | 38   | 69    |
| 14/15   | 2I     | 13     | 26    | 24     | 38   | 69    |
| 13/14   | 1E     | 13     | 24    | 01     | 13   | 96    |
| 12/13   | 2I     | 1      | 26    | 51     | 70   | 39    |
| 11/12   | 2I     | 3      | 26    | 44     | 57   | 50    |
| 10/11   | 2I     | 6      | 26    | 41     | 40   | 35    |
| 09/10   | 3C     | 3      | 22    | 41     | 54   | 25    |
| 08/09   | 2I     | 12     | 22    | 17     | 26   | 46    |
| 07/08   | 3C     | 1      | 22    | 44     | 51   | 28    |
| 06/07   | 3C     | 4      | 22    | 35     | 46   | 34    |
| 05/06   | 4D     | 1      | 22    | 47     | 55   | 20    |
| 04/05   | 3D     | 10     | 22    | 24     | 28   | 42    |
| 03/04   | 3C     | 8      | 22    | 30     | 29   | 28    |
| 02/03   | 3C     | 9      | 22    | 30     | 30   | 23    |
| 01/02   | 4D     | 1      | 22    | 47     | 41   | 19    |
| 00/01   | 4D     | 2      | 22    | 45     | 53   | 16    |
| 99/00   | 4D     | 3      | 22    | 38     | 35   | 23    |
| 98/99   | 4D     | 2      | 22    | 42     | 47   | 22    |
| 97/98   | 4D     | 3      | 22    | 36     | 40   | 31    |
| 96/97   | 4D     | 4      | 24    | 37     | 33   | 27    |
| 95/96   | 4D     | 4      | 22    | 33     | 43   | 27    |

## Bekende (Oud-)spelers
- Barry Beijer
- Willem Hupkes
- Dean Koolhof
- Milan Massop
- Mohammed Osman
- Rogier Veenstra

DVV · SC Groessen · SV Loo